# Gaúcha do Norte
Gaúcha do Norte – miasto i gmina w Brazylii, w stanie Mato Grosso.